# 逸灰蝶屬
逸灰蝶屬（學名：Erysichton）是灰蝶科眼灰蝶亞科中的一個屬。分佈在摩鹿加群島至澳大利亞東部。

## 物種
- Erysichton albiplaga
- 綫逸灰蝶 （Erysichton lineata）
- 逸灰蝶 （Erysichton palmyra）